# PCDHA9
PCDHA9‏ (Protocadherin alpha 9) هوَ بروتين يُشَفر بواسطة جين PCDHA9 في الإنسان.
هذا الجين عضو في مجموعة جينات ألفا بروتوكاديرين، وهي واحدة من ثلاث مجموعات جينية مترابطة على الكروموسوم 5، تُظهر تنظيمًا جينوميًا غير عادي يُشبه تنظيم مجموعات جينات مستقبلات الخلايا البائية والتائية. تتكون مجموعة جينات ألفا من 15 جينًا من عائلة كادهيرين، مرتبطة بجينات CNR لدى الفئران، وتتكون من 13 تسلسلًا ترميزيًا متشابهًا للغاية وتسلسلين ترميزيين أبعد صلة. تتبع المصفوفة الترادفية المكونة من 15 إكسونًا من الطرف الأميني، أو الإكسونات المتغيرة، إكسونات من الطرف الكربوكسيلي، أو الإكسونات الثابتة، والتي تشترك فيها جميع الجينات في المجموعة. تُشفّر كل إكسونات من الطرف الأميني الكبيرة غير المنقطعة ستة نطاقات خارجية من الكادهيرين، بينما تُشفّر الإكسونات من الطرف الكربوكسيلي النطاق السيتوبلازمي. تُعد بروتينات التصاق الخلايا العصبية الشبيهة بالكادهيرين بروتينات غشاء بلازمي متكاملة، ومن المرجح أن تلعب دورًا حاسمًا في إنشاء ووظيفة اتصالات خلوية محددة في الدماغ. وقد تم ملاحظة الوصل البديل واقتراح متغيرات إضافية ولكن طبيعتها الكاملة لم يتم تحديدها بعد.